# Torres de Fenicia
Las Torres de Fenicia son un conjunto residencial compuesto por dos torres. Fue construido en 1970 en los terrenos de la antigua fábrica de vidrios y botellas Fenicia. Se encuentra en el centro de la ciudad de Bogotá, Colombia, en la carrera 3, entre calles 21 y 22, en el barrio Germania y cerca del cerro de Monserrate.

## Características
El conjunto se encuentra en el barrio Germania en la localidad de Santa Fe en Bogotá. Cada torre tiene 31 pisos. El primer piso de cada torre funciona únicamente como hall y recibidor, y no tiene apartamentos. De los pisos 2 a 31, cada piso tiene cuatro apartamentos, para un total de doscientos cuarenta apartamentos. Se construyeron en la segunda mitad del siglo XX dentro del proceso de densificación del centro de la ciudad en los terrenos de la antigua fábrica de vidrios y botellas Fenicia. Fueron diseñadas por la firma Vargas y CIA Ltda.

## Galería

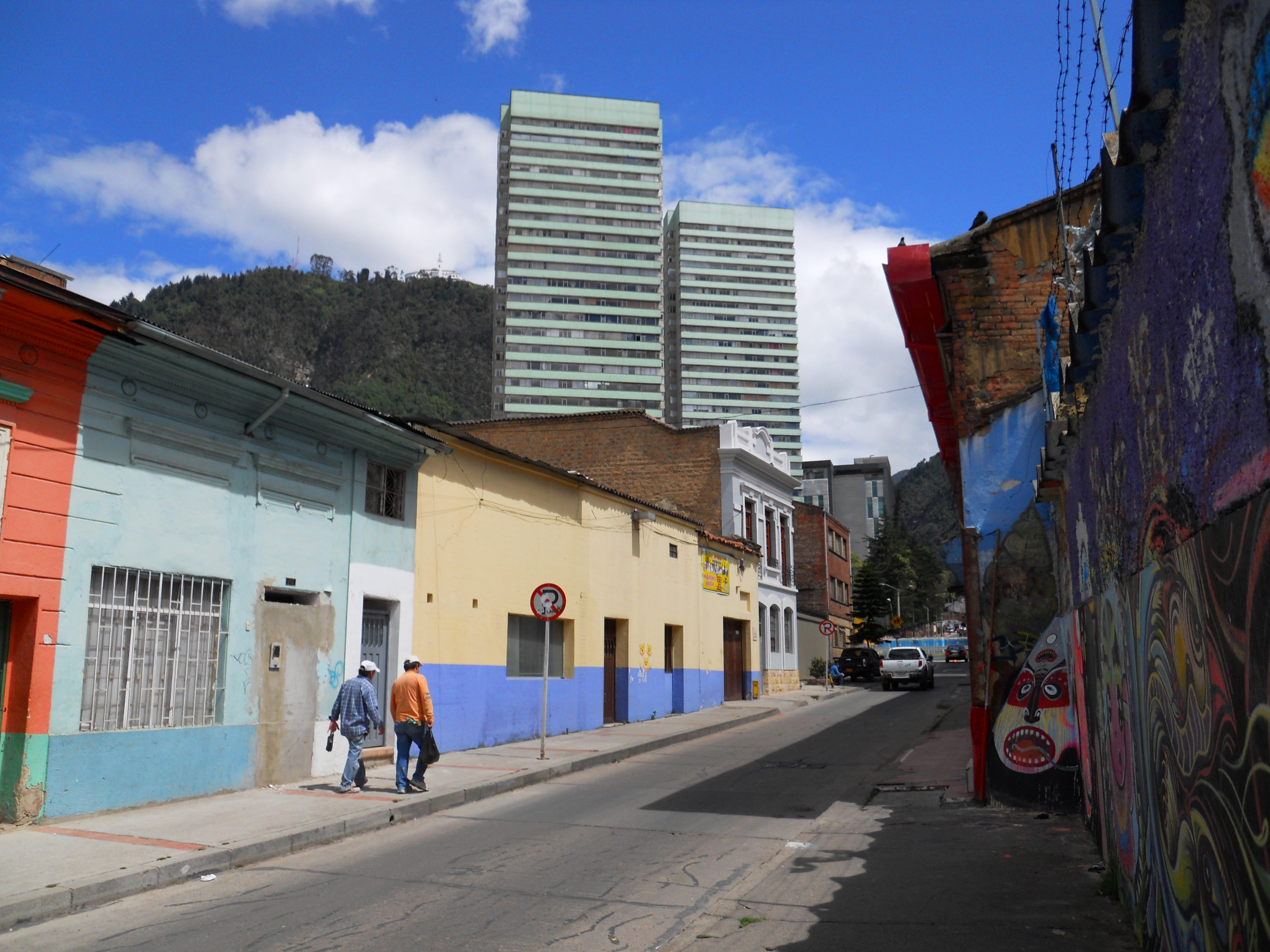
Desde Las Nieves
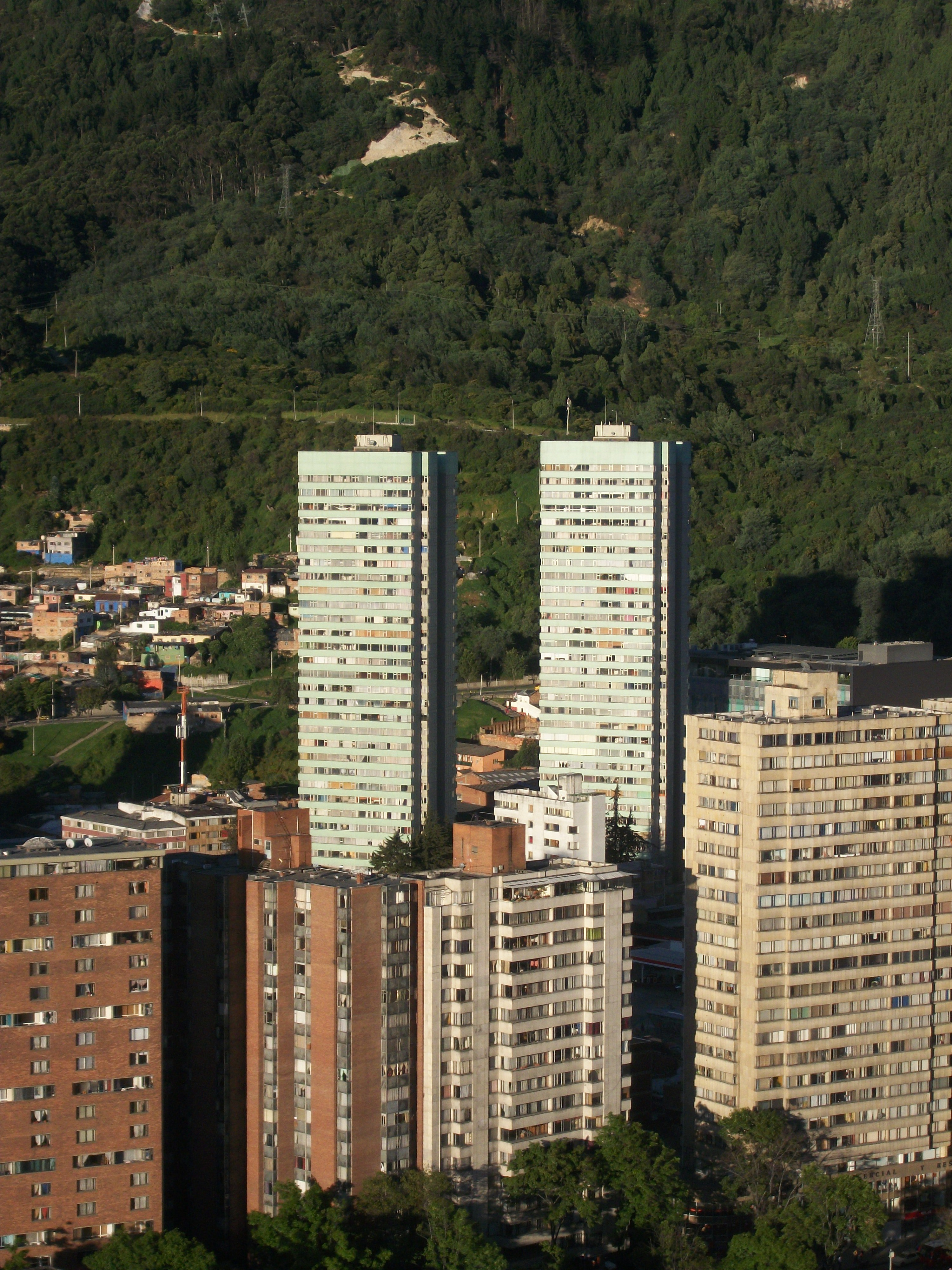
Las torres al atardecer
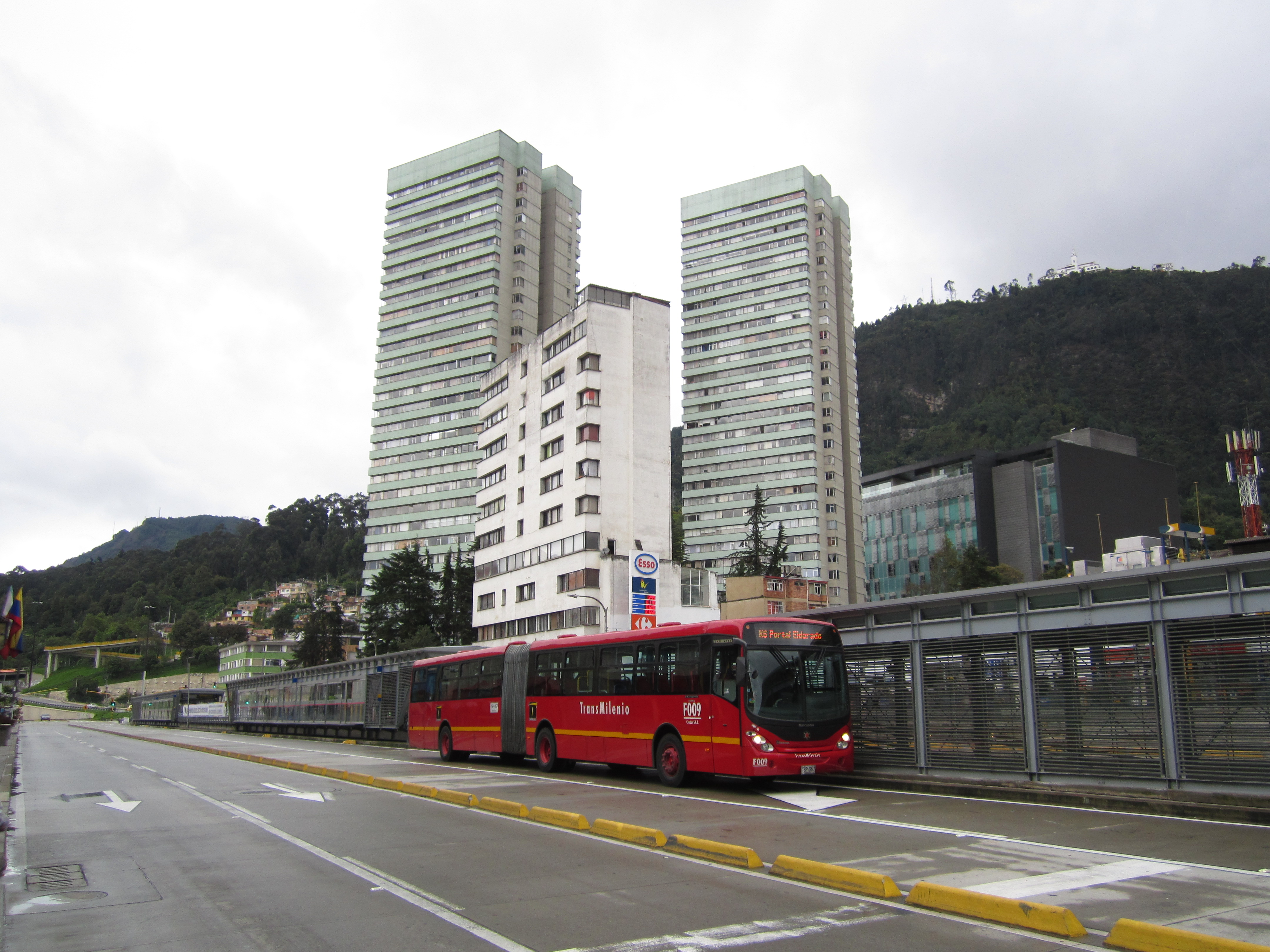
Con la estación Universidades - CityU